# Bacino dell'Idume
Il bacino dell'Idume è un bacino artificiale realizzato come opera di bonifica in cui confluiscono le acque di alcuni corsi d'acqua canalizzati, fra i quali il fiume Idume, un fiume con andamento in parte sotterraneo, dovuto, come per molti fiumi del Salento, alla presenza di rocce calcaree, permeabili per fratturazione. 
Il fiume è situato nel comune di Lecce lungo la costa delle marine di Spiaggiabella e Torre Chianca. È collegato tramite un canale al piccolo bacino Fetida.

## Flora
Il bacino d'acqua è completamente occupato da una vegetazione sommersa di alghe e brasca a foglie opposte. Nelle aree circostanti sono presenti fittissimi canneti di palude e talvolta è frequente anche il narciso nostrale. 
Di particolare rilevanza è l'interessante vegetazione di steppa salata con salicornia strobilacea.